# San Martino Valle Caudina
San Martino Valle Caudina is een gemeente in de Italiaanse provincie Avellino (regio Campanië) en telt 4851 inwoners (31-07-2018). De oppervlakte bedraagt 22,8 km², de bevolkingsdichtheid is 214 inwoners per km².
De volgende frazioni maken deel uit van de gemeente: Vedi elenco.

## Demografie
San Martino Valle Caudina telt ongeveer 1578 huishoudens. Het aantal inwoners steeg in de periode 1991-2001 met 0,6% volgens cijfers uit de tienjaarlijkse volkstellingen van ISTAT.
| Jaar | Inwoneraantal |
| ---- | ------------- |
| 1991 | 4678          |
| 2001 | 4704          |

## Geografie
De gemeente ligt op ongeveer 315 meter boven zeeniveau.
San Martino Valle Caudina grenst aan de volgende gemeenten: Avella, Cervinara, Montesarchio (BN), Pannarano (BN), Roccabascerana.